# Congochromis sabinae
Congochromis sabinae ist ein westafrikanischer Süßwasserfisch aus der Familie der Buntbarsche. Er kommt im Kongobecken in den Flüssen Likouala und Sangha im Norden der Republik Kongo und im Liboumba, einem  Nebenfluss des Ogooué in Gabun, vor. Der Fisch wurde im Jahr 2005 von Anton Lamboj zunächst als Nanochromis sabinae beschrieben und 2007 der neu aufgestellten Gattung Congochromis zugeordnet.

## Aussehen
Congochromis sabinae ist von mäßig gestreckter Gestalt, mit rundem Kopf- und Schnauzenprofil und erreicht eine Länge von bis zu sieben Zentimetern. Der hintere Nacken und der Kiemendeckel sind beschuppt, die Kehlregion mit einer bis zwei Schuppenreihen versehen. Die Schwanzflosse ist abgerundet. Ein dunkles Längsband erstreckt sich von den Augen bis zum Schwanzflossenstiel. Es ist in beiden Geschlechtern, aber nur stimmungsabhängig sichtbar, und reicht nicht bis auf die Schwanzflosse. Der Kopf kann tief orange erscheinen, wobei der Rumpf dann hell ist. Das Weibchen bleibt etwas kleiner und ist rundlicher. Seine Genitalöffnung ist von silbrigen Schuppen umgeben. Darüber eine mehr oder weniger sichtbare sichelförmige Aufhellung. Laichreife Weibchen zeigen einen leicht rosigen Bauch.
- Flossenformel: Dorsale XII-XV/9-16, Anale 3/5-7.

## Lebensweise
Congochromis sabinae lebt in kleinen Regenwaldbächen. Er ist ein monogamer, paarbildender Versteckbrüter. Hauptsächlich das Weibchen putzt die Eier und führt die Jungfische. Das Männchen übernimmt die Verteidigung.